# Desfontainesia verdoncki
Desfontainesia verdoncki är en skalbaggsart som beskrevs av Alexis och Delpont 2001. Desfontainesia verdoncki ingår i släktet Desfontainesia och familjen Cetoniidae. Inga underarter finns listade i Catalogue of Life.